# Igrzyska Pacyfiku
Igrzyska Pacyfiku (do 2007 roku Igrzyska Południowego Pacyfiku) – zawody sportowe rozgrywane co cztery lata (zazwyczaj rok przed letnimi igrzyskami olimpijskimi), w których startują sportowcy z krajów położonych w Oceanii.
Igrzyska są rozgrywane w wielu dyscyplinach sportowych. Ich organizacja i przebieg są nadzorowane przez Pacific Games Council.

## Dotychczasowe edycje
Sporządzono na podstawie materiałów źródłowych: .
| Edycja | Rok  | Gospodarz    | Data                           |
| ------ | ---- | ------------ | ------------------------------ |
| I      | 1963 | Suva         | 29 sierpnia – 8 września 1963  |
| II     | 1966 | Numea        | 8–18 grudnia 1966              |
| III    | 1969 | Port Moresby | 13–23 sierpnia 1969            |
| IV     | 1971 | Papeete      | 25 sierpnia – 5 września 1971  |
| V      | 1975 | Tumon        | 1–10 sierpnia 1975             |
| VI     | 1979 | Suva         | 28 sierpnia – 8 września 1979  |
| VII    | 1983 | Apia         | 5–16 sierpnia 1983             |
| VIII   | 1987 | Numea        | 8–20 grudnia 1987              |
| IX     | 1991 | Port Moresby | 7–21 września 1991             |
| X      | 1995 | Papeete      | 25 sierpnia – 5 września 1995  |
| XI     | 1999 | Santa Rita   | 29 maja – 12 czerwca 1999      |
| XII    | 2003 | Suva         | 28 czerwca – 12 lipca 2003     |
| XIII   | 2007 | Apia         | 25 sierpnia – 8 września 2007  |
| XIV    | 2011 | Numea        | 27 sierpnia – 10 września 2011 |
| XV     | 2015 | Port Moresby | 4–18 lipca 2015                |
| XVI    | 2019 | Apia         | 7–20 lipca 2019                |
| XVII   | 2023 | Honiara      | 19 listopada – 2 grudnia 2023  |
| XVIII  | 2027 | Papeete      | 2027                           |